# American Economic Association
La American Economic Association, o AEA, è un'associazione accademica attiva nel campo dell'economia, nata nel 1885 con sede a Nashville, Tennessee, il cui attuale presidente è Claudia Goldin della Harvard University. La AEA pubblica la American Economic Review, una delle riviste accademiche economiche più prestigiose.
Gli scopi della AEA sono:
- promuovere la ricerca economica;
- pubblicare studi economici;
- promuovere la piena libertà di discussione economica.

## Attività
Per molti anni, la AEA ha pubblicato l'American Economic Review, il Journal of Economic Literature, ed il Journal of Economic Perspectives (disponibile gratuitamente online). Dal 2009 pubblica l'American Economic Journal (AEJ), che si occupa di economia, politica economica, macroeconomia e microeconomia. La AEA produce poi EconLit, la sua bibliografia elettronica, comprendente articoli di riviste, libri, recensioni di libri, articoli di volumi collettivi, saggi e dissertazioni di 125 anni di letteratura economica di tutto il mondo.

### L'American Economic Review
L'American Economic Review  è la principale pubblicazione dell'Associazione Economica Americana ed è considerata una delle riviste più prestigiose e rinomate nel campo dell'economia. Fondata nel 1911, esce in stampa generalmente 7 all'anno, e in casi eccezionali con una frequenza mensile. Dal 2007 la sede editoriale si è stabilita a Pittsburgh.
Gli articoli sono sottoposti a revisione paritaria, requisito al quale a partire dal 2004 si è aggiunto quella della riproducibilità dei risultati delle ricerca, con l'obbligo di fornire i dati di partenza e il codice utilizzato per l'elaborazione, nel rispetto di una cornice di regole comuni. Tuttavia, l'obbligo è escluso prevista per le popolazioni di dati proprietarie.
Il numero di maggio è noto come Papers and Proceedings, nel quale viene presentata una scelta di paper e delle relative discussioni preparatorie al congresso annuale dell'associazione.

## EconLit
EconLit è un database online dedicato alla letteratura accademica nell'ambito delle scienze economiche. I paper sono suddivisi per soggetto tematico nel rispetto della Classificazione JEL. 

L'accesso è riservato gli utenti abbonati e fornisce i record bibliografici e gli abstract di articoli, monografie, preprint di ricerca e recensioni pubblicate nel "Journal of Economic Literature, tutti datati a partire dal 1969 (con una copertura temporale che arriva al 1886). Il servizio è gestito dagli editori EBSCO, ProQuest e Ovid Technologies per conto dell'AEA.

## Presidenti
Sono stati presidenti dell'associazione:
- 2018 Olivier Blanchard
- 2017 Alvin E. Roth
- 2016 Robert J. Shiller
- 2015 Richard Thaler
- 2014 William D. Nordhaus
- 2013 Claudia Goldin
- 2012 Christopher A. Sims
- 2011 Orley C. Ashenfelter
- 2010 Robert E. Hall
- 2009 Angus S. Deaton
- 2008 Avinash K. Dixit
- 2007 Thomas J. Sargent
- 2006 George A. Akerlof
- 2005 Daniel L. McFadden
- 2004 Martin S. Feldstein
- 2003 Peter A. Diamond
- 2002 Robert E. Lucas, Jr.
- 2001 Sherwin Rosen
- 2000 Dale W. Jorgenson
- 1999 D. Gale Johnson
- 1998 Robert W. Fogel
- 1997 Arnold C. Harberger
- 1996 Anne O. Krueger (seconda donna presidente)
- 1995 Victor R. Fuchs
- 1994 Amartya K. Sen
- 1993 Zvi Griliches
- 1992 William S. Vickrey
- 1991 Thomas C. Schelling
- 1990 Gérard Debreu
- 1989 Joseph A. Pechman
- 1988 Robert Eisner
- 1987 Gary S. Becker
- 1986 Alice M. Rivlin (prima donna presidente)
- 1985 Charles P. Kindleberger
- 1984 Charles L. Schultze
- 1983 W. Arthur Lewis
- 1982 H. Gardner Ackley
- 1981 William J. Baumol
- 1980 Moses Abramovitz
- 1979 Robert M. Solow

- 1978 Tjalling C. Koopmans (Jacob Marschak deceduto prima di entrare in carica)
- 1977 Lawrence R. Klein
- 1976 Franco Modigliani
- 1975 Robert Aaron Gordon
- 1974 Walter W. Heller
- 1973 Kenneth J. Arrow
- 1972 John Kenneth Galbraith
- 1971 James Tobin
- 1970 Wassily Leontief
- 1969 William J. Fellner
- 1968 Kenneth E. Boulding
- 1967 Milton Friedman
- 1966 Fritz Machlup
- 1965 Joseph J. Spengler
- 1964 George J. Stigler
- 1963 Gottfried Haberler
- 1962 Edward S. Mason
- 1961 Paul A. Samuelson
- 1960 Theodore W. Schultz
- 1959 Arthur F. Burns
- 1958 George W. Stocking
- 1957 Morris A. Copeland
- 1956 Edwin E. Witte
- 1955 John D. Black
- 1954 Simon Kuznets
- 1953 Calvin B. Hoover
- 1952 Harold A. Innis
- 1951 John H. Williams
- 1950 Frank H. Knight
- 1949 Howard S. Ellis
- 1948 Joseph A. Schumpeter
- 1947 Paul H. Douglas
- 1946 Goldenweiser, Emanuel Alexandrovich
- 1945 Sharfman, Isaiah Leo
- 1944 Joseph S. Davis
- 1943 Albert B. Wolfe
- 1942 Edwin G. Nourse
- 1941 Sumner H. Slichter
- 1940 Frederick C. Mills
- 1939 Jacob Viner

- 1938 Alvin H. Hansen
- 1937 Oliver W. Sprague
- 1936 Alvin S. Johnson
- 1935 John Maurice Clark
- 1934 Harry A. Millis
- 1933 William Z. Ripley
- 1932 George E. Barnett
- 1931 Ernest L. Bogart
- 1930 Matthew B. Hammond
- 1929 Edwin Francis Gay
- 1928 Fred M. Taylor
- 1927 Thomas Sewall Adams
- 1926 Edwin W. Kemmerer
- 1925 Allyn A. Young
- 1924 Wesley C. Mitchell
- 1923 Carl C. Plehn
- 1922 Henry Rogers Seager
- 1921 Jacob H. Hollander
- 1920 Herbert J. Davenport
- 1919 Henry B. Gardner
- 1918 Irving Fisher
- 1917 John R. Commons
- 1916 Thomas N. Carver
- 1915 Walter F. Willcox
- 1914 John H. Gray
- 1913 David Kinley
- 1912 Frank A. Fetter
- 1911 Henry W. Farnam
- 1910 Edmund J. James
- 1909 Davis R. Dewey
- 1908 Simon N. Patten
- 1906—07 Jeremiah Jenks
- 1904—05 Frank W. Taussig
- 1902—03 Edwin Robert Anderson Seligman
- 1900—01 Richard T. Ely
- 1898—99 Arthur Twining Hadley
- 1896-97 Henry Carter Adams
- 1894—95 John B. Clark
- 1893 Charles Franklin Dunbar
- 1886–92 Francis Amasa Walker